# SOCATA Rallye
SOCATA Rallye je družina lahkih enomotornih športnih letal, ki jih je sprva proizvajal Morane-Saulnier kot MS.880, pozneje pa SOCATA kot TB serija. Letala so gradili tudi licenčno na Poljskem kot PZL Koliber.
Rallye je povsem kovinsko letalo, z nizkonameščenih kantilever krilom in fiksnim tricikel pristajalnim podvozjem. Izjema je verzija 235 C, ki ima repno kolo. Moč motorja je odvisna od različice, Rallye Club ima 100 konjski motor, Rallye 235 pa 235 konjski. 

## Različice

### Francoska proizvodnja
MS.880
Originalna dvosedežna proizvodna verzija s 100 konjskim Continental O-200
MS.881
Dvosedežna verzija s 105 konjskim motorjem Potez,
MS.883
Dvosedežna verzija s 115 konjskim Lycoming motorjem
MS.885 Super Rallye
Dvp/trisedežna verzija s 145 konjskim Continental O-300 motorjem.
Verzija s 150 konjskij Lycoming motorjem
MS.890 Rallye Commodore
Prva verzija s štirimi sedeži, 145 konjskim Continental motorjem
MS.892 Rallye Commodore 150
Podobna MS.890, vendar s 150 konjskim Lycoming 0-320 motorjem, kasneje preimenovana v Rallye 150
MS.893 Rallye Commodore 180
Verzija s 180 konjskim Lycoming O-360 motorjem, kasneje znana kot  Rallye 180, SOCATA Gaillard ali SOCATA Galérien
MS.894 Rallye Minerva
Verzija s220 konjskim motorjem Franklin 6A-350 kasneje znana kot  Rallye 220 in kot Waco Minerva v ZDA
Rallye 100
Verzija s 100 konjskim Rolls-Royce Continental O-200 motorjem
Rallye 125
Štirisedežna verzija letala 100-T, s 125 konjskim Lycoming O-235 motorjem
Rallye 235
Verzija s 235 konjskim Lycoming O-540. Kasneje znana kot SOCATA Gabier.
SOCATA Galopin
Verzija letala Rallye 100, s 110 konjskim Lycoming O-235. Originalna oznaka Rallye 110
SOCATA Garnement
Izboljšana verzija Rallye 150, s 155 konjskim Lycoming 0-320
SOCATA Gaucho
Agrikulturno letalo z repnim kolesom
SOCATA R235 Guerrier
Vojaška letala Gabier/Rallye 235
SOCATA Gaillard
Rallye 180 preimenovan
SOCATA Galérien
Rallye 180 za vleko jaralnih letal
SOCATA Gabier
Rallye 235 preimenovvan
Waco Minerva
Rallye Minerva v ZDA

### Poljska proizvodnja
PZL-110 Koliber 
Prva proizvodna verzija, s 116 KM motorjem Franklin 4A-235, zasnovan na podlagi Rallye 100 ST
PZL-110 Koliber 150
Verzija s 150 konjskim Lycoming O-320 motorjem
PZL-110 Koliber 160
Verzija s 160 konjskim Lycoming O-320 motorjem
PZL-111 Koliber 235
Verzija s 235 konjskim Lycoming O-520 motorjem

## Specifikacije (180 GT)
Podatki iz Jane's All the World Aircraft 1976-7;Taylor 1976, pp.65-66
Splošne karakteristike
- Posadka: 2 pilot
- Število sedežev: 3 potniki
- Dolžina: 7,24 m (23 ft 9 in)
- Razpon kril: 9,74 m (31 ft 11 in)
- Višina: 2,80 m (9 ft 2¼ in)
- Površina kril: 12,3 m² (132 ft²)
- Teža praznega letala: 570 kg (1257 lb)
- Maks. vzletna teža: 1050 kg (2315 lb)
- Pogon letala: 1 ×  4-valjni zračnohlajeni protibatni motor Lycoming O-360-A3A, 134 kW (180 KM)

 Zmogljivost 
- Maks. hitrost: 240 km/h (129 vozlov, 149 mph)
- Potovalna hitrost: 225 km/h (121 vozlov, 140 mph)
- Hitrost porušitve vzgona: 92 km/h (50 vozlov, 57,5 mph)
- Doseg: 1300 km (702 nm, 807 milj)
- Višina leta: 3600 m (11800 ft)
- Hitrost vzpenjanja: 3,85 m/s (758 ft/min)
- Obremenitev kril: 85,4 kg/m² (17,5 lb/ft²)
- Razmerje moč/teža: 0,13 kW/kg (0,078 KM/lb)

## Glje tudi
- SOCATA TB